# Toni Gardemeister
Pour les articles homonymes, voir Toni.

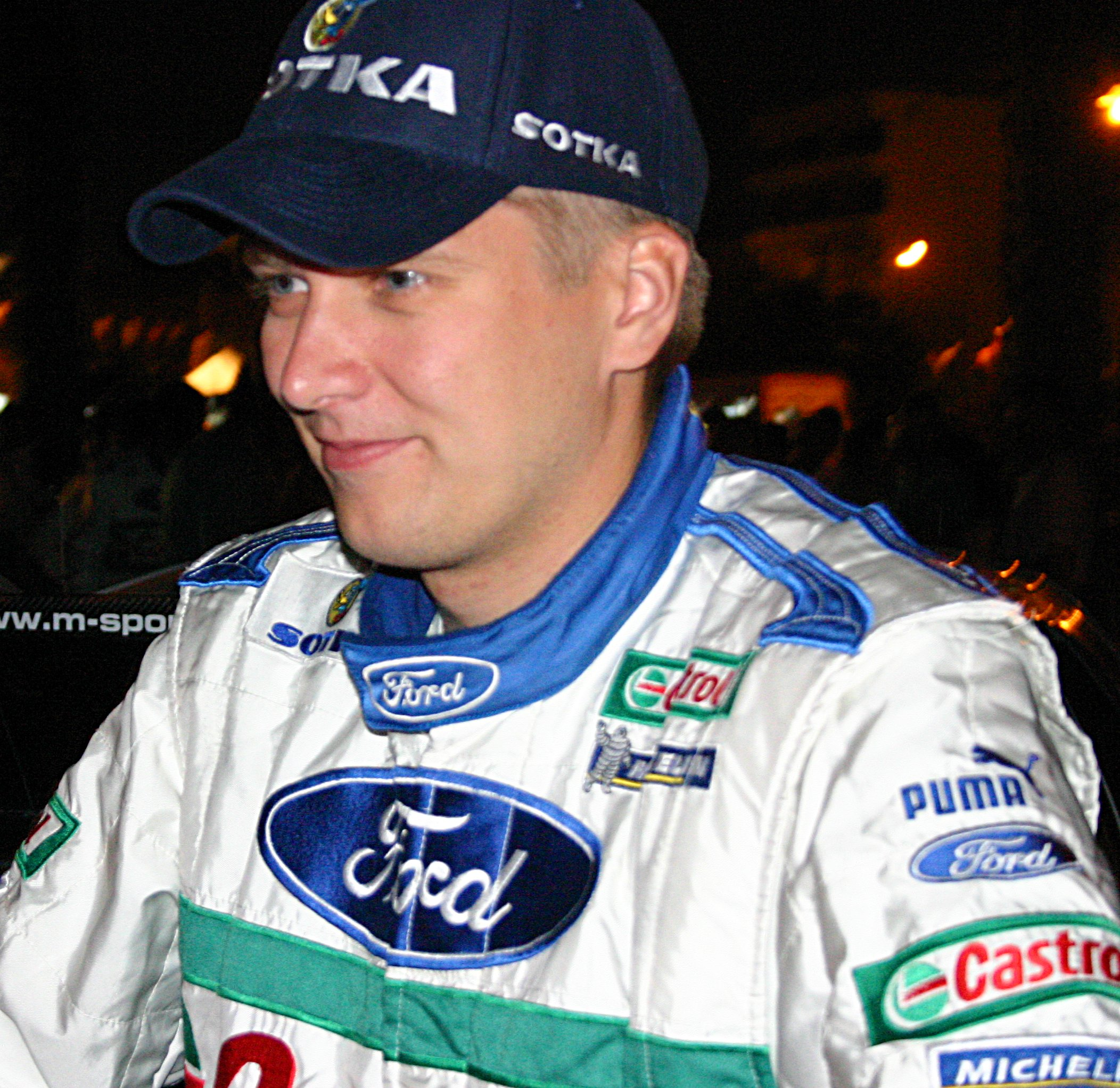
Toni Gardemeister

Toni Gardemeister, né le 31 mars 1975 à Kouvola, est un pilote de rallye finlandais.

## Carrière
Il a débuté en championnat du monde des rallyes au Rallye de Suede 1997 sur une Nissan Sunny GTi, l'année même de son titre de champion de Finlande du groupe "a".
En 1999 il signe son premier contrat en tant que pilote officiel chez Seat avec la Cordoba WRC.
En 2002, Skoda le recrute pour rouler avec la nouvelle Octavia WRC, remplacée mi-saison 2003 par la Fabia WRC.
C'est en 2005 que la carrière de Toni prend un tournant : Ford le recrute dans l'équipe officielle. Il signe 4 podiums et de nombreuses places d'honneur pour terminer 4e du championnat après 16 épreuves. Lors du dernier rallye de la saison, en Australie, il teste grandeur nature la nouvelle Ford Focus WRC avec son coéquipier Roman Kresta.
S'ensuit alors sur deux années quelques piges sur des rallyes en tant que pilote privé, sur Mitsubishi Lancer WRC, Peugeot 307 WRC et Citroën Xsara WRC. Il signe notamment un nouveau podium au Rallye Monte-Carlo en 2006 en terminant 3e.
En 2008, il est pilote officiel Suzuki pour l'intégralité du championnat du monde des rallyes au volant de la SX4, nouvelle arme de la firme japonaise pour son engagement en WRC.
En 2009, il annonce son engagement dans l'Intercontinental Rally Challenge au volant d'une Fiat Punto Super 2000 du Team Astra Racing. Au Rallye Monte-Carlo 2009, avant son abandon entre l'épreuve spéciale No 11 et 12, il était deuxième au général derrière Sébastien Ogier.

## Toni Gardemeister en Course

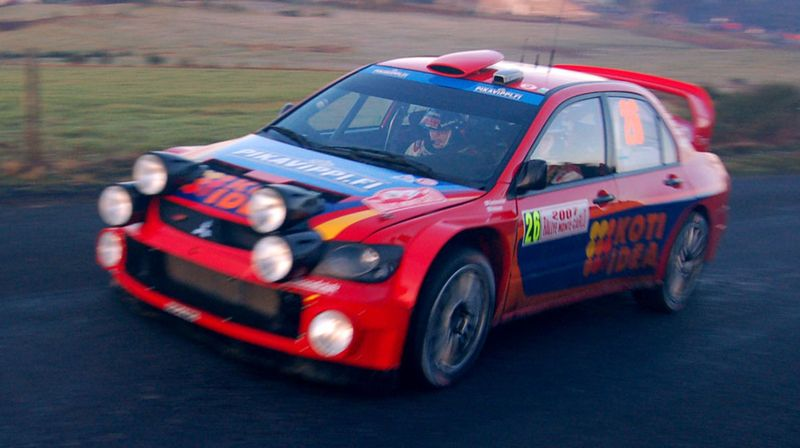
Gardemeister au Rallye Monte-Carlo 2007
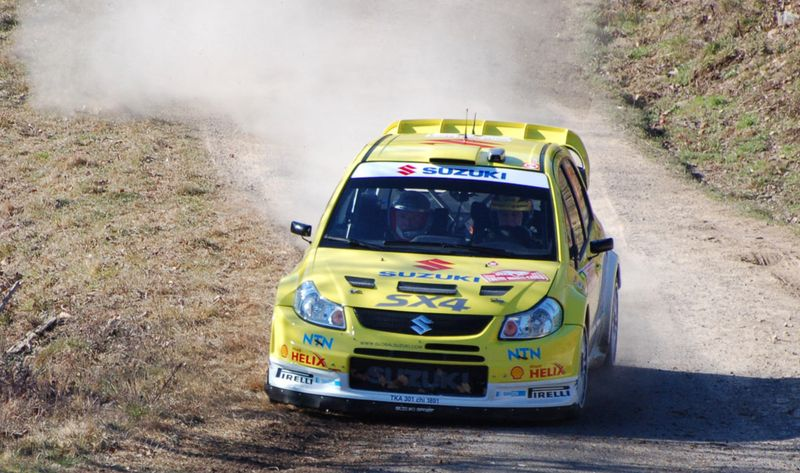
Gardemeister au Rallye Monte-Carlo 2008
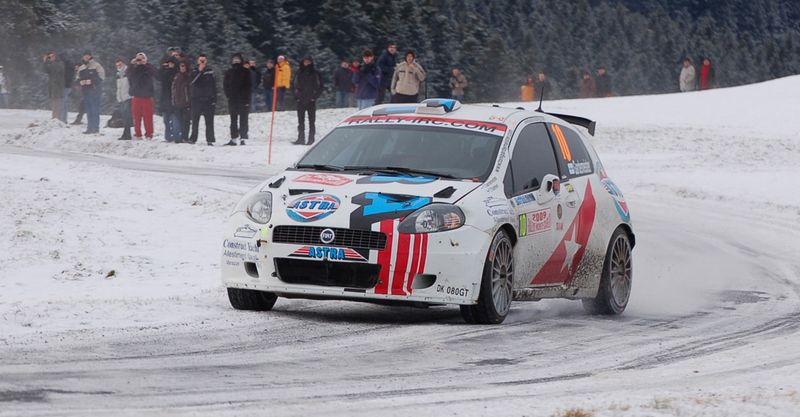
Gardemeister au Rallye Monte-Carlo 2009
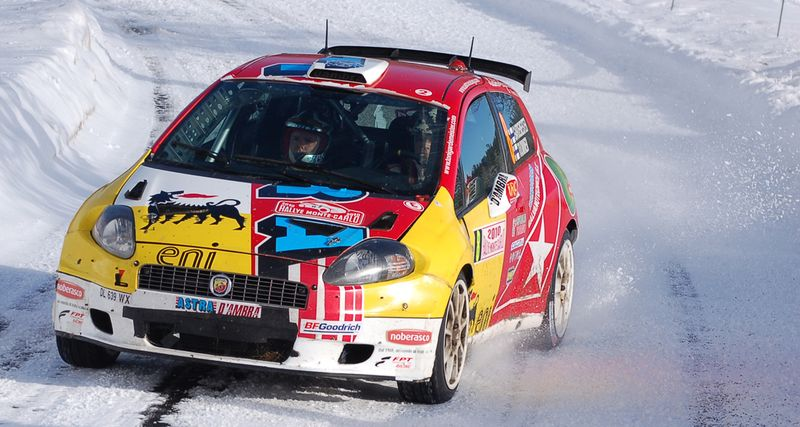
Gardemeister au Rallye Monte-Carlo 2010